# Farfetched Fables
A Farfetched Fables George Bernard Shaw drámája, amelyet 1948-ban kezdett írni, és 1950-ben adták elő először Malvernben. 

## Jellemzői
Nem kimondottan előadásra szánt darab. Shaw művei közül a Vissza Matuzsálemhez c. műre hasonlít: a darabot hosszú előszó vezeti be: értekezés az életerőről (amit egyesek isteni gondviselésnek neveznek), az általános választójog következményéről ("mobocracy"), a Szovjetunióról stb. 
A darab 6 lazán összefüggő színből áll: az első 2 során elpusztul a világ egy 3. világháborúban, a többiben Shaw azt mutatja be, hogy Wight szigetén, az egyetlen helyen, ahol életben maradtak, hogy irányítják az életet. Az iskolában kérdéseket feltenni tanulnak a diákok. A darab helyenként féldrámai prózába megy át: például a 4. tanmesében a Felügyelő egyedül van a színen, és egy diktafonba szónokol.

## Kiadásai
- Megjelent: G. B. S. : Complete plays with prefaces, VI. kötet, 371. – 441. oldal. Dodd, Mead, & Co., 1962, New York